# Mario Biondi

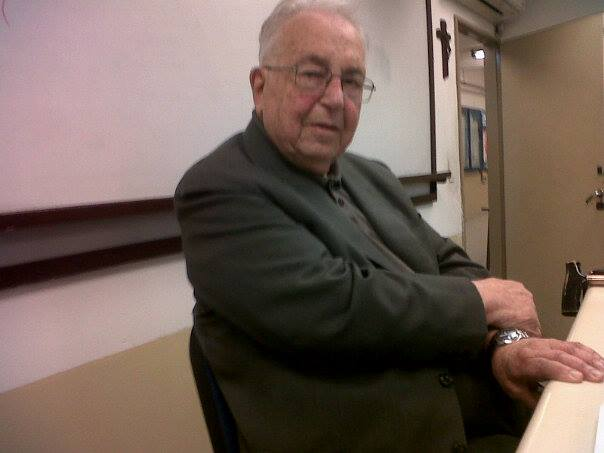
Dando Clases en el Master de la USAL

Mario Biondi (Buenos Aires, 12 de septiembre de 1923-ibíd., 5 de febrero de 2016) fue un doctor en Ciencias Económicas, contador público, licenciado en Economía, profesor y directivo universitario, jurado de concursos docentes, investigador y director de institutos de investigación, director, organizador y expositor en maestrías, cursos, seminarios, conferencias y simposios, miembro de organismos de la profesión contable, árbitro de publicaciones sobre temas contables, así como autor de numerosos artículos y libros de su especialidad.
Con una vasta trayectoria en la docencia y en la investigación universitarias, es uno de los autores contables más prolíficos y consultados de la Argentina. Sus aportes doctrinarios enriquecieron el debate sobre la información financiera y los efectos de la inflación, la normativa contable, la enseñanza de la Contabilidad y la metodología de la investigación contable.

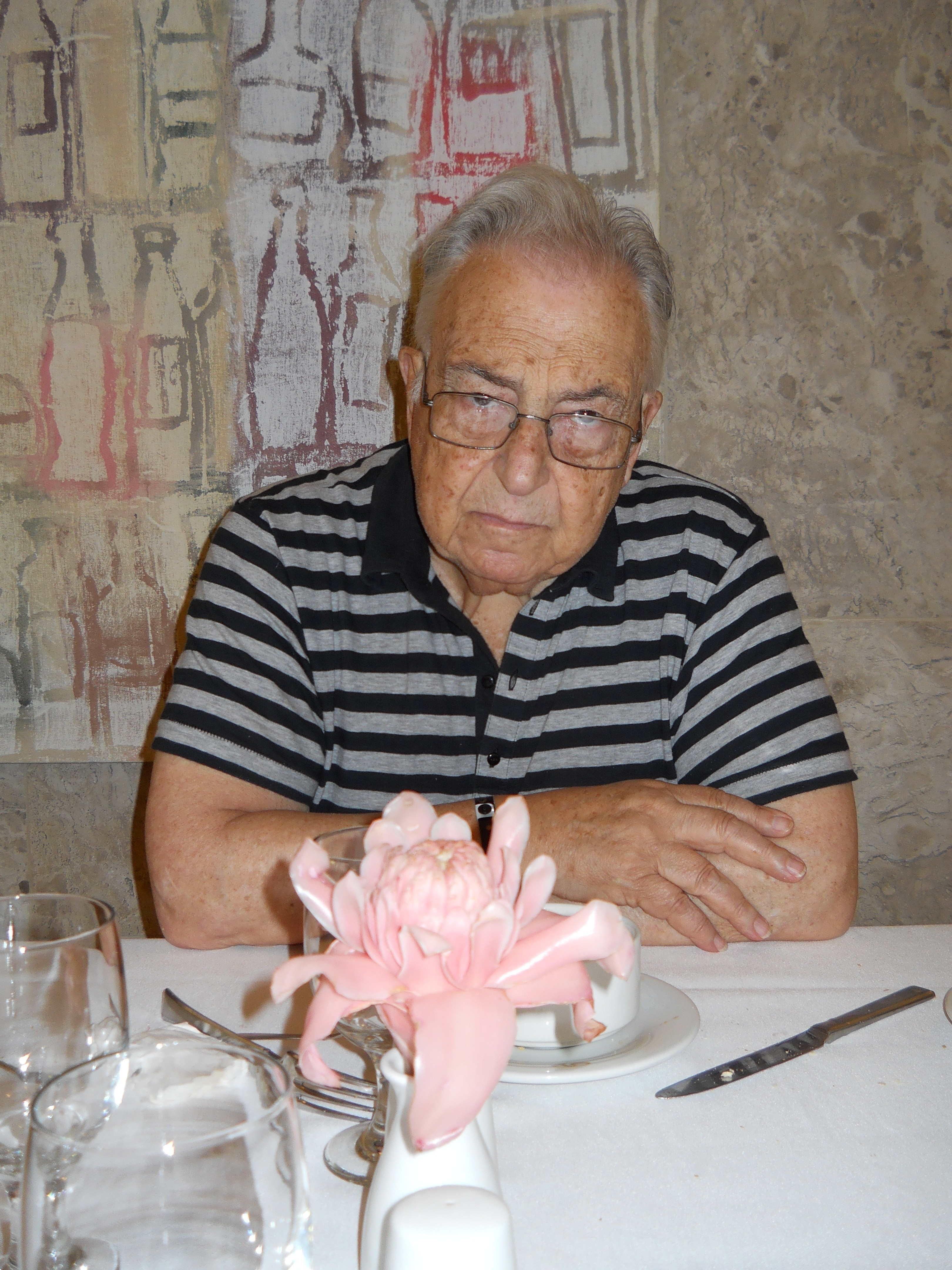
Mario Biondi

## Trayectoria

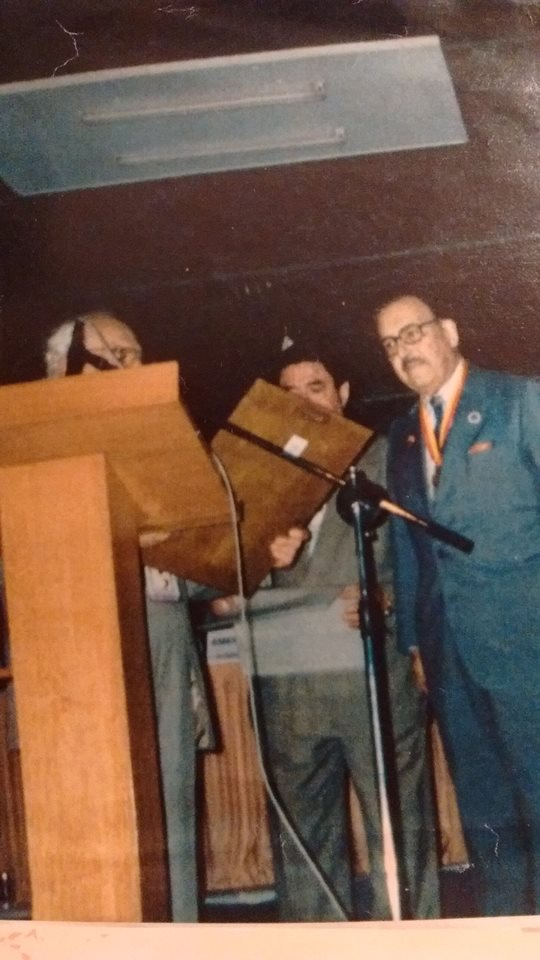

### Estudios
En la Facultad de Ciencias Económicas de la Universidad de Buenos Aires, se graduó de contador público en octubre de 1946, de doctor en Ciencias Económicas en diciembre de 1949 y de licenciado en Economía.

### Docencia
Durante dos años se desempeñó como docente en escuelas secundarias. En 1956, habiendo ganado un concurso de jefe de investigaciones en la Facultad de Ciencias Económicas de la Universidad de Buenos Aires, inició su carrera de docente universitario, la que culminó como profesor titular por concurso de materias del ciclo contable. En esa misma facultad, ejerció los cargos de secretario académico, vicedecano, decano —desde 1979 hasta 1984—, miembro de la Comisión de Reforma del Plan de Estudios y asesor del decano; integró la Comisión de Doctorado, de la que fue presidente, y la de Posdoctorado, entre otras; además, fundó y dirigió la maestría en Contabilidad Internacional.
Ejerció como docente titular ordinario en la Universidad de Belgrano y en la Universidad Católica Argentina, institución donde también fue miembro asesor del departamento de contabilidad. Fue profesor interino en la Universidad Nacional de La Pampa y en la de La Plata y profesor titular emérito en la Universidad del Salvador y en la de Concepción del Uruguay. Asimismo, se desempeñó como profesor titular en la maestría en dirección de empresas dictada en forma conjunta por la Universidad del Salvador (Argentina) y la de Deusto (España).
Fue instructor de cursos de Contabilidad Intermedia en Cali, Colombia, contratado por el estudio de auditores Arthur Andersen, de Chicago, Estados Unidos.
Desarrolló y dictó asignaturas contables en maestrías, conferencias y simposios organizados por universidades públicas y privadas y organismos de graduados en ciencias económicas de la Argentina, del resto de América y de España. Por ejemplo, en el magíster en Auditoría y Contabilidad de la Facultad de Ciencias Administrativas de la Universidad Diego Portales, de Chile, y en el máster en Ciencias Contables de la Universidad Católica de Asunción, de Paraguay. 
A la vez, fue jurado en concursos docentes, integrante de tribunales de tesis de posgrado, evaluador y revisor de carreras de grado y posgrado de la Argentina y del exterior. Así, por ejemplo, fue contratado por la Universidad Nacional de Quilmes (Universidad Virtual de Quilmes) como experto externo para preparar el contenido de las asignaturas Estados Contables en 2001 y Contabilidad Financiera en 2002. 
Sus trabajos de investigación, artículos sobre temas contables y libros son consultados permanentemente por investigadores del área, profesionales, docentes y alumnos de variadas nacionalidades. 

### Investigación
Desde 1994 hasta su fallecimiento, fue director del Instituto de Investigaciones Contables —luego llamado Sección de Investigaciones Contables— de la Facultad de Ciencias Económicas de la Universidad de Buenos Aires, donde formó investigadores; allí dirigió también tesis de doctorado. Fundó y dirigió, asimismo, el Departamento de Investigación Contable de la Facultad de Ciencias Económicas de la Universidad de Concepción del Uruguay.
Autor de libros y de numerosos artículos publicados con referato y sin él, ofició de árbitro en revistas internacionales de Contabilidad con referato de la Argentina, Chile, Colombia y España.
Creó y dirigió la revista Contabilidad y Auditoría. Investigaciones en Teoría Contable - IADCOM, de la Sección de Investigaciones Contables de la Facultad de Ciencias Económicas de la Universidad de Buenos Aires, que se emite semestralmente.
En 2008, fue citado como investigador y autor argentino de literatura contable por el economista y profesor emérito de Contabilidad austrocanadiense Richard Mattessich en su obra.

### Congresos, conferencias y reuniones científicas
Cuantiosos congresos, conferencias y reuniones científicas nacionales e internacionales lo tuvieron como expositor, panelista, integrante de comisiones de organización y presidente de comisiones de investigación. Verbigracia, fue expositor en el seminario regional de la Asociación Interamericana de Contabilidad organizado en la Universidad de Buenos Aires en julio de 1996.

### Organismos de la profesión contable
Fue miembro del Instituto Técnico de Contadores Públicos, organismo de investigación de la Federación Argentina de Graduados en Ciencias Económicas.
En el Consejo Profesional de Ciencias Económicas de la Ciudad Autónoma de Buenos Aires, fue miembro del Tribunal de Ética —entonces llamado Tribunal de Disciplina— en 1955 y lo presidió en 2000, protesorero entre 1955 y 1957 y consejero titular en el período 1999-2001.
Crítico permanente de las normas contables argentinas e internacionales, Biondi se caracterizó por brindar soluciones a sus cuestionamientos.

### Libros publicados
- Biondi, Mario: La contabilidad, un sistema de información, Errepar, Buenos Aires, 2007, 224 págs., ISBN 987-01-0672-2
- Biondi, Mario: Contabilidad Financiera, Errepar, Buenos Aires, 2005, 936 págs., ISBN 987-01-0391-x
- Biondi, Mario: Combinaciones de negocios. Su tratamiento contable en el país y en el exterior, Errepar, Buenos Aires, segunda edición, 2004, 241 págs., ISBN 987-01-1026-7
- Biondi, Mario: Estados contables. Presentación, interpretación y análisis, Errepar, Buenos Aires, segunda edición, año 2004, 302 págs., ISBN 987-01-0193-3
- Biondi, Mario: Teoría de la Contabilidad: El ABC de su fascinante mundo, Ediciones Macchi, 1999, 150 págs., ISBN 950-537-462-3
- Biondi, Mario: Tratado de Contabilidad Intermedia y Superior, Ediciones Macchi, Argentina, quinta edición, 1997, 896 págs., ISBN 950-537-259-0
- Biondi, Mario: Interpretación y análisis de los estados contables, Ediciones Macchi, Argentina, quinta edición ampliada, 1997, 205 págs., ISBN 950-573-148-9
- Biondi, Mario (asesor de terminología contable); Miller, Martín A. (autor); Holzmann, Oscar (traductor): Guía de PCGA, Harcourt Brace Jovanovich Publishers, Miami, EE. UU., última edición, 1996-1997, 1441 págs.
- Biondi, Mario; Tau de Zandoná, María Celia: Fundamentos de Contabilidad, Ediciones Macchi, sexta edición, 1997, 292 págs., ISBN 950-537-002-6
- Biondi, Mario: Efectos contables de las combinaciones de negocios: Resoluciones técnicas n.º 4, 5, 13 y 14 de la Facpce, Ediciones Macchi, segunda edición ampliada, 1998, 192 págs., ISBN 950-537-394-5
- Biondi, Mario: Normas de exposición de estados contables en la República Argentina: Resoluciones técnicas 8, 9 y 11 de la Facpce, Ediciones Macchi, 1995, 176 págs., ISBN 950-537-318-x
- Biondi, Mario: Normas de exposición de estados contables en la República Argentina, empresas industriales, comerciales y de servicios, Ediciones Macchi, 1995, 174 págs.
- Biondi, Mario: Resolución técnica n.º 10 de la Facpce: Manual de cambios introducidos a las normas contables vigentes, Ediciones Macchi, 1994, 112 págs., ISBN 950-537-250-7
- Biondi, Mario: Efectos contables de las combinaciones de negocios: Consolidación de estados contables y valor patrimonial proporcional. Resoluciones técnicas 4 y 5 de la Facpce, Ediciones Macchi, 1994, 119 págs., ISBN 950-537-303-1
- Biondi, Mario: El mundo académico. Su función y desarrollo, Buenos Aires, 1985, 14 págs.
- Biondi, Mario; Bertora, Héctor; Alegría, Héctor: Criterios de evaluación, FCE-UBA, 1982, s/n
- Biondi, Mario: Manual de Contabilidad: Técnicas de valuación, Ediciones Macchi, tercera edición, 1980, 659 págs.
- Biondi, Mario: Ensayos sobre teoría contable, Ediciones Macchi, 1978, 116 págs.
- Biondi, Mario; Tau de Zandoná, María Celia: Casos prácticos del manual de Contabilidad, Ediciones Macchi, 1978, 490 págs.
- Biondi, Mario: Algunas implicancias en la indexación en las registraciones contables, Editorial El Coloquio, 1977, 35 págs.
- Biondi, Mario: Enfoques sobre estados contables, Ediciones Macchi, 1976, 238 págs.
- Biondi, Mario: Aportes para un estudio crítico del plan de cuentas oficial obligatorio para las compañías de seguros, Ediciones Macchi, 28 págs.
- Biondi, Mario: Manual de Contabilidad Superior. Técnicas de valuación, Ediciones Macchi, 1969, 422 págs.
- Biondi, Mario: La superintendencia de seguros y la superintendencia de personas jurídicas, nacionales y provinciales, frente a las compañías de seguros, Buenos Aires, 1966, 26 págs.
- Biondi, Mario: La Ley Nacional de Sellos, Tipográfica Editorial Argentina, 1950, 398 págs.
- Biondi, Mario: Impuesto a los sellos. Normas comunes de aplicación, FCE-UBA, 1949, 91 págs.
- Biondi, Mario; Insausti, Eduardo; Amílcar, Striglio: Apuntes de Derecho Comercial, Editorial Bis, 1944, 296 págs.
- Biondi, Mario: La teoría contable y la enseñanza de la Contabilidad en la Argentina, incluido en la obra La Contabilidad en Iberoamérica del Instituto de Contabilidad y Auditoría de Cuentas del Ministerio de Economía y Hacienda de España, 1989, 33 págs.

### Premios

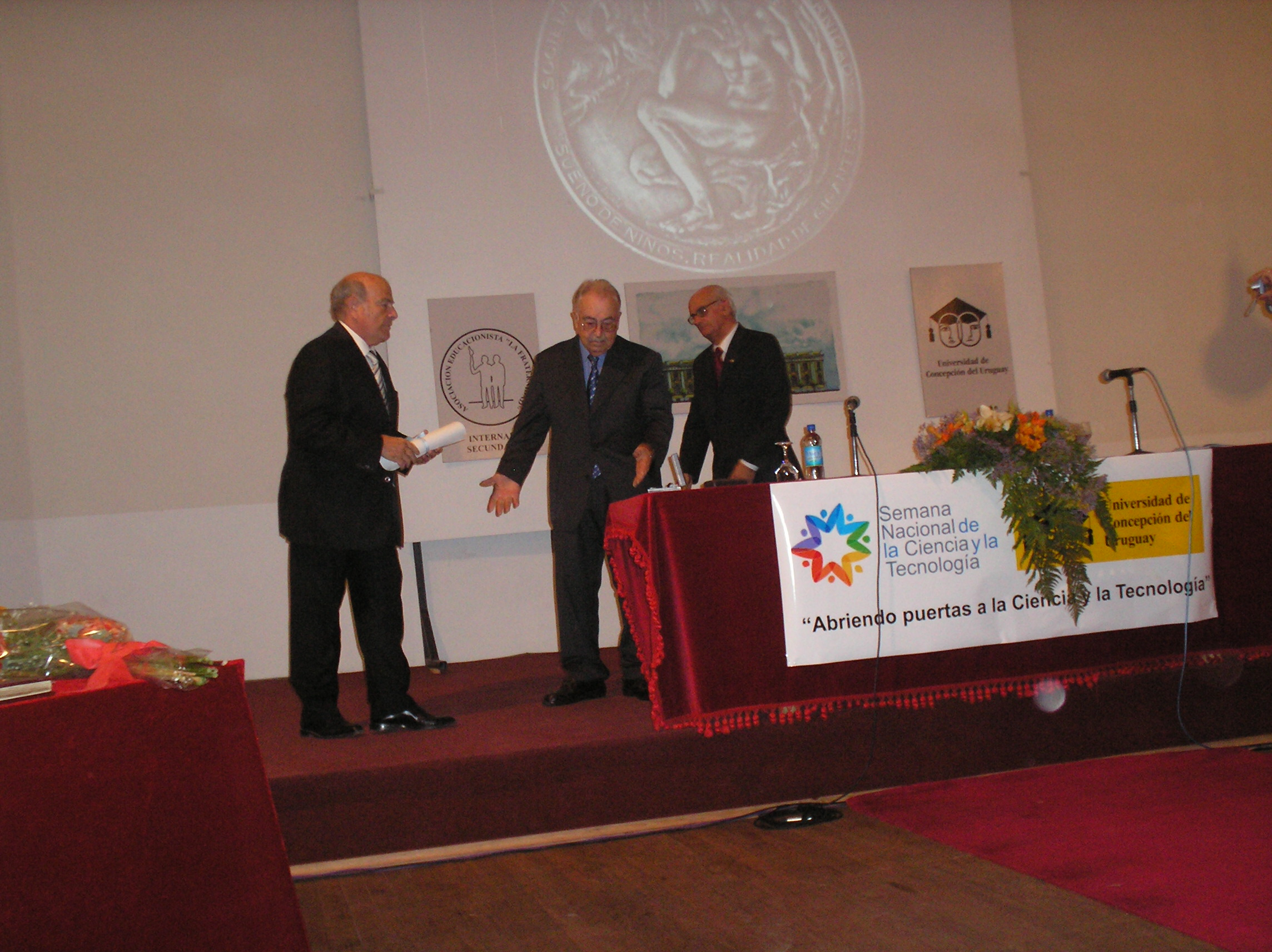
Recibiendo el título de doctor honoris causa

- Diploma de Honor al Mérito Profesional - Asociación Interamericana de Contabilidad - 1986
- Contador Benemérito de las Américas - XXV Conferencia Interamericana de Contabilidad - Lima, Perú -1997[9]
- Doctor honoris causa - Universidad de Concepción del Uruguay - 2010
- Doctor honoris causa - Universidad Nacional de Salta - 2011[10]
- Profesor Titular Emérito - Universidad de Concepción del Uruguay
- Profesor Titular Emérito - Universidad del Salvador
- Premio a la Trayectoria Profesional en Ciencias Económicas - Consejo Profesional de Ciencias Económicas de la Ciudad Autónoma de Buenos Aires - 2014[11]